# Frankenia hirsuta
Frankenia hirsuta es un arbusto de la familia de las frankeniáceas.  Es una especie que está presente en todas las islas Canarias. 

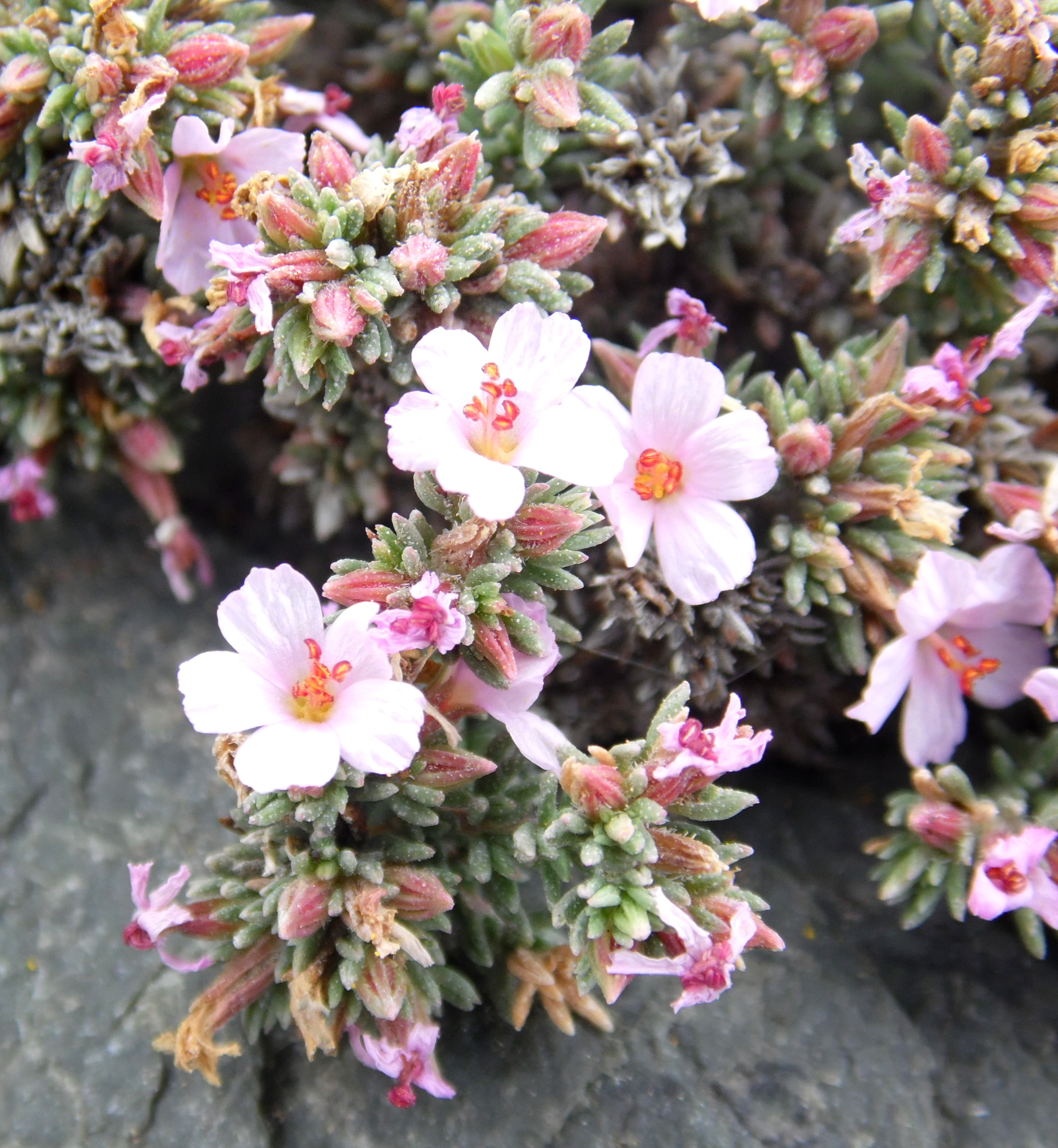
Flores

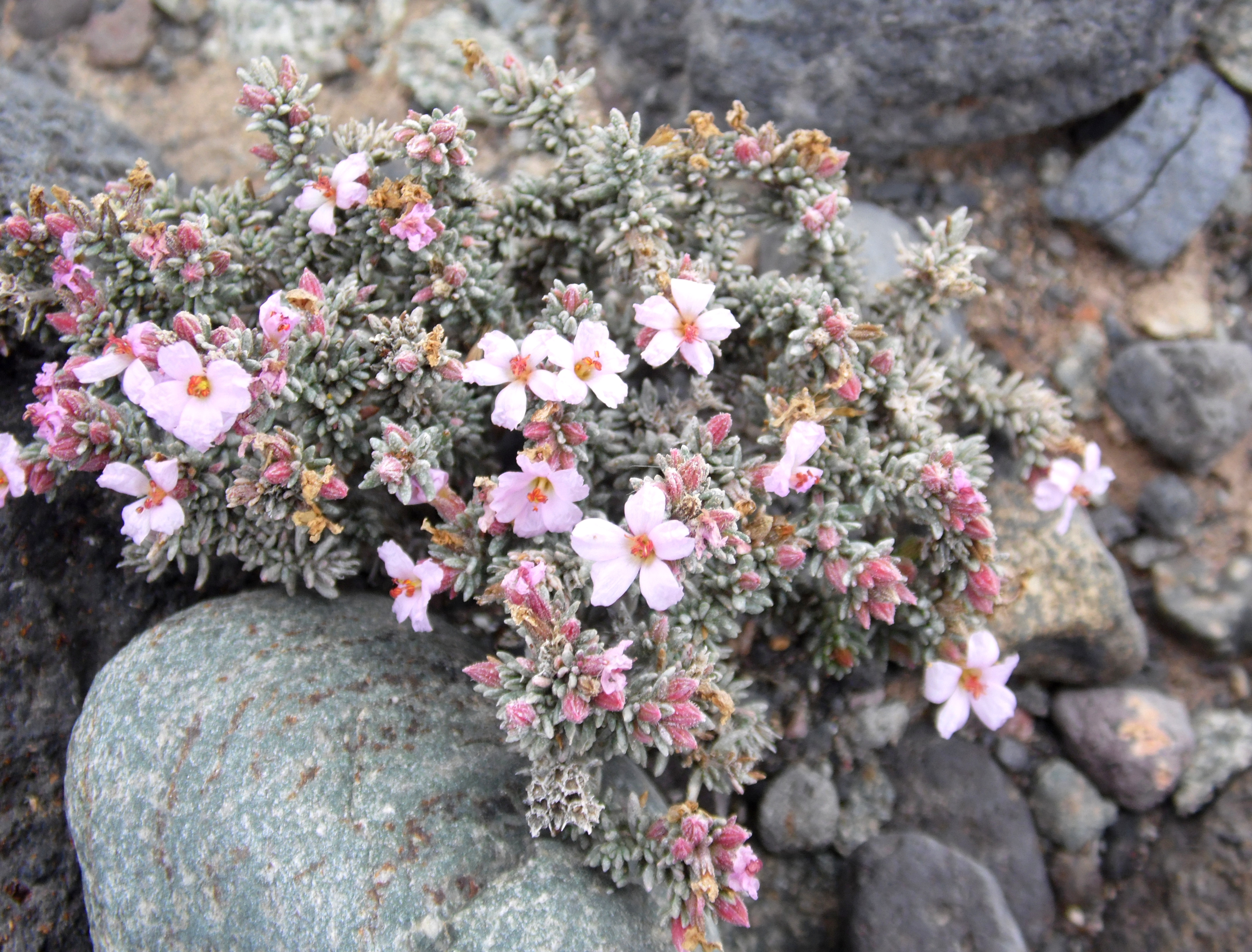
En su hábitat

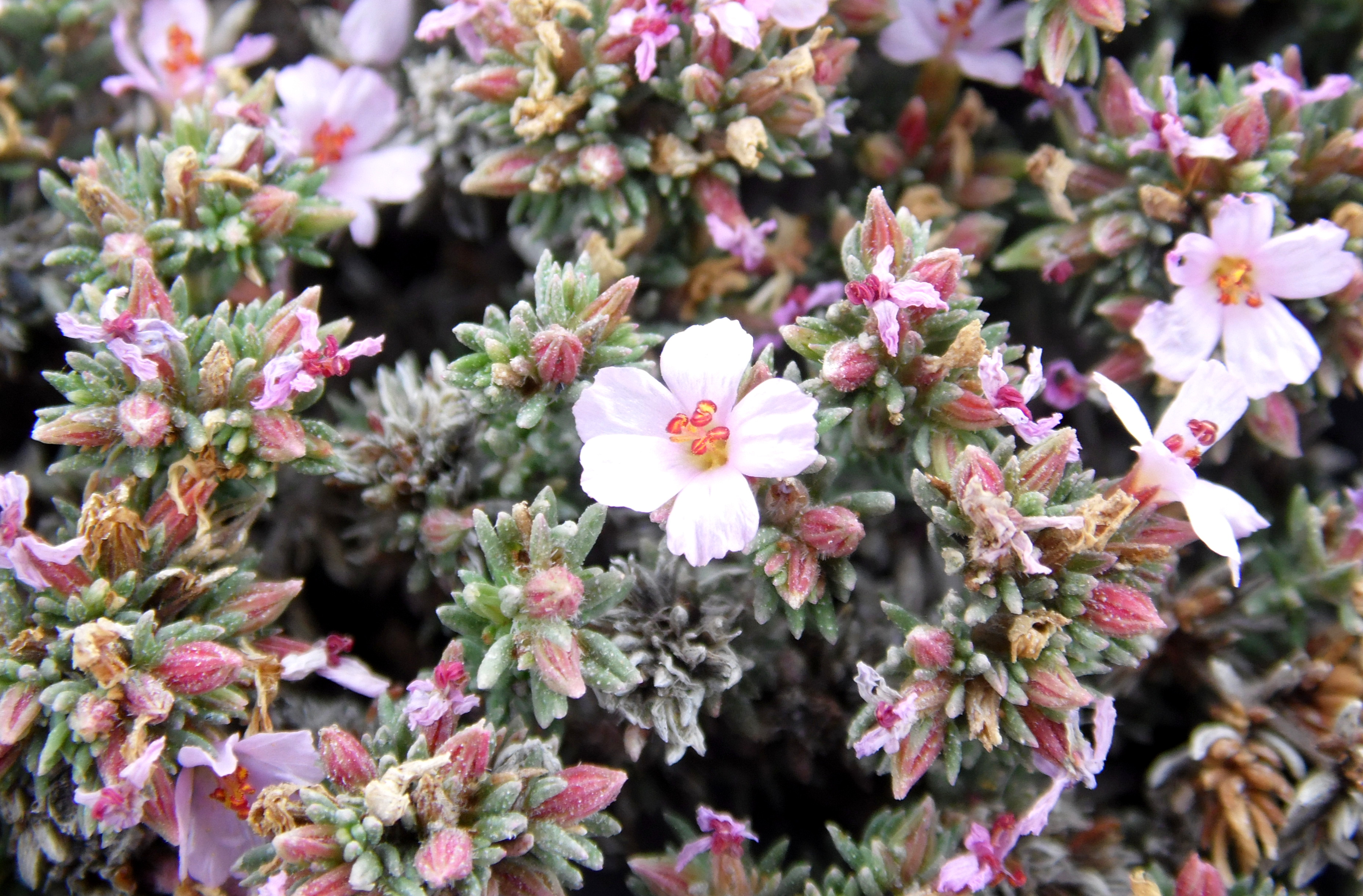
Vista de la planta

## Descripción
Se diferencia de las otras especies del género por sus tallos procumbentes y por sus hojas lineares, que poseen una costra blanquecina y un borde revoluto. Las flores se disponen en racimos terminales.

## Taxonomía
Frankenia hirsuta fue descrita por Carlos Linneo y publicado en Sp. Pl. 331 1753.
Etimología
Frankenia: nombre genérico otorgado en honor de Johan Frankenius (1590-1661), médico y botánico sueco.
hirsuta: epíteto latíno que significa "peluda".
Sinonimia
- Franca corymbosa Vis.
- Franca hispida Vis.
- Franca laevis Vis.
- Franca nothria Vis.
- Franca revoluta Vis.
- Franca thymifolia Vis.
- Franca velutina' Vis.
- Frankenia aucheri Jaub. & Spach
- Frankenia bianorii Sennen & Pau
- Frankenia canescens Willd. ex Schult. & Schult.f.
- Frankenia capitata Webb & Berthel.
- Frankenia ericoides Pers.
- Frankenia hirsuta subsp. intermedia (DC.) P.Fourn.
- Frankenia hispida DC.
- Frankenia intermedia DC.
- Frankenia laevis subsp. hirsuta (L.) Emb. & Maire
- Frankenia narynensis Botsch.
- Frankenia pilosa Pall.
- Frankenia revoluta Forssk.
- Nothria capensis J.F.Gmel.
- Nothria hirsuta Steud.
- Nothria repens P.J.Bergius[4]